# Pistole vz. 27
Pistole ČZ vz. 27 je československá samonabíjecí pistole v ráži 7,65 mm Browning (.32 ACP) konstruktéra Františka Myšky. Byla určena jako služební pistole, určená pro bezpečnostní sbory Československé republiky.

## Vývoj
V roce 1926 byl František Myška pověřen vývojem nové služební pistole v ráži 7,65 mm Browning (.32 ACP). Místo s vývojem nové zbraně přišel František Myška s nápadem využít díly pistole vz. 24, která byla právě ve výrobě. Rozměrová podobnost střeliva 7,65 × 17 mm a 9 × 17 mm umožnila využít z původní zbraně tělo a zásobník. U pistole vz. 27 odpadlo uzamčení závěru. Přepracované ozuby na hlavni zapadaly do hlavňové spojky a již neuzamykaly závěr. Dále došlo ke změně délky úderníku. V roce 1927 byla zahájena sériová výroba.

## Služba
V roce 1927 bylo vyrobeno prvních 2 230 pistolí. Většinu odebrala policie. Výroba dále pokračovala a do roku 1930 bylo vyrobeno již 8 030 pistolí, kdy výroba zbraně byla zastavena. Obnova výroby opět započala v roce 1936. Do konce roku 1938 bylo vyrobeno 14 630 kusů.
Po březnu 1939 německá okupační správa o výrobu pistolí nejevila zájem. Pistole pro své zaměstnance nakupovaly proto německé obchodní společnosti. 

Po zahájení války začala vzrůstat poptávka po pistolích. V říjnu 1940 bylo přiděleno České zbrojovce kódové označení "fnh". Velký nástup výroby začal v roce 1941, kdy byly vyrobeny zbraně v rozsahu výrobních čísel 21 400 - 290 000. Do roku 1945 byly vyrobeny dále zbraně sériových čísel až 472 600. Němci pistole používali pod označením P27(t). Výroba pistole dále pokračovala i po druhé světové válce do roku 1948 a poslední kusy byly ještě kompletovány v roce 1949-1950, kdy byla nahrazena pistolí vz.50.

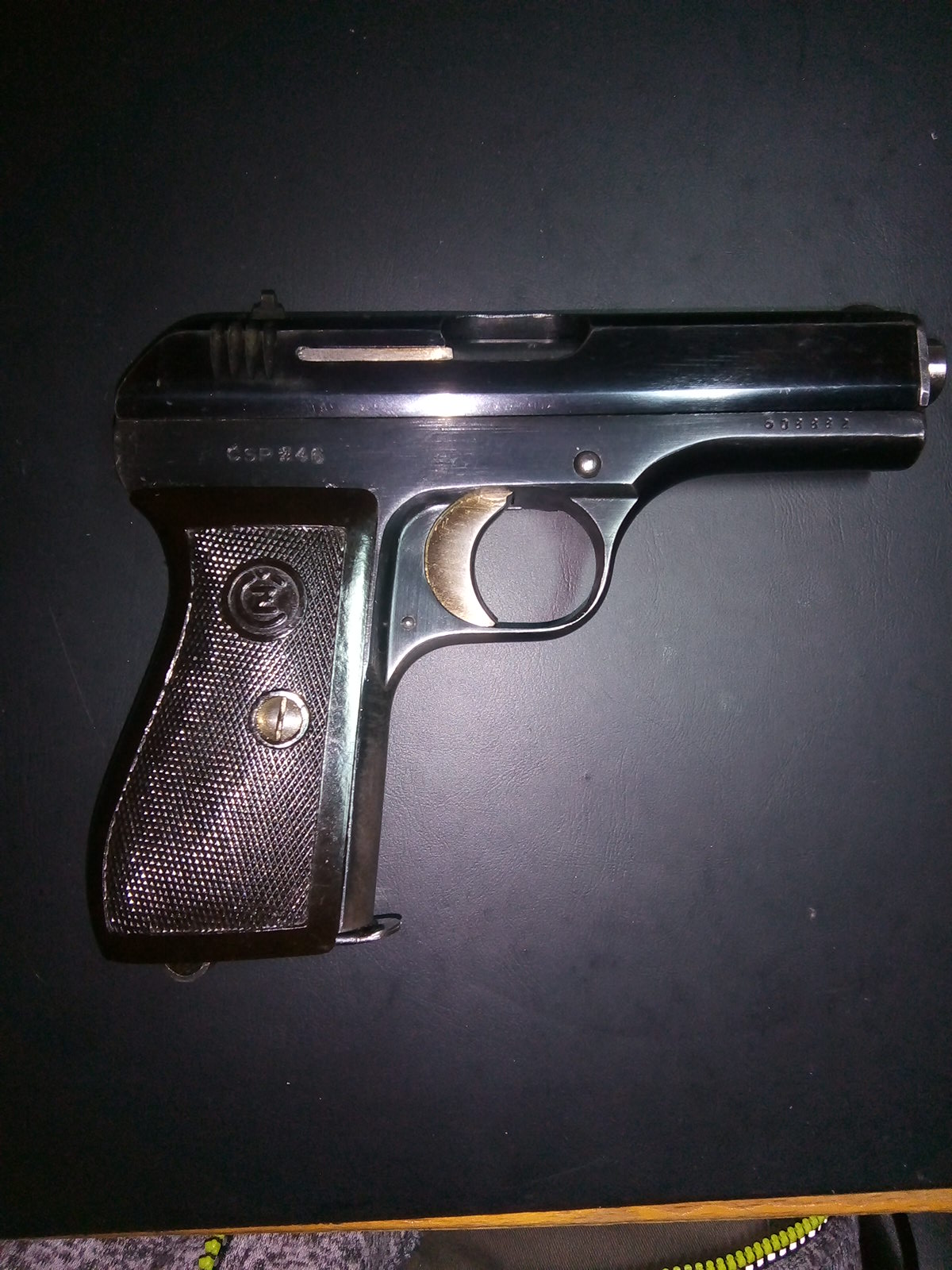
CZ vz.27
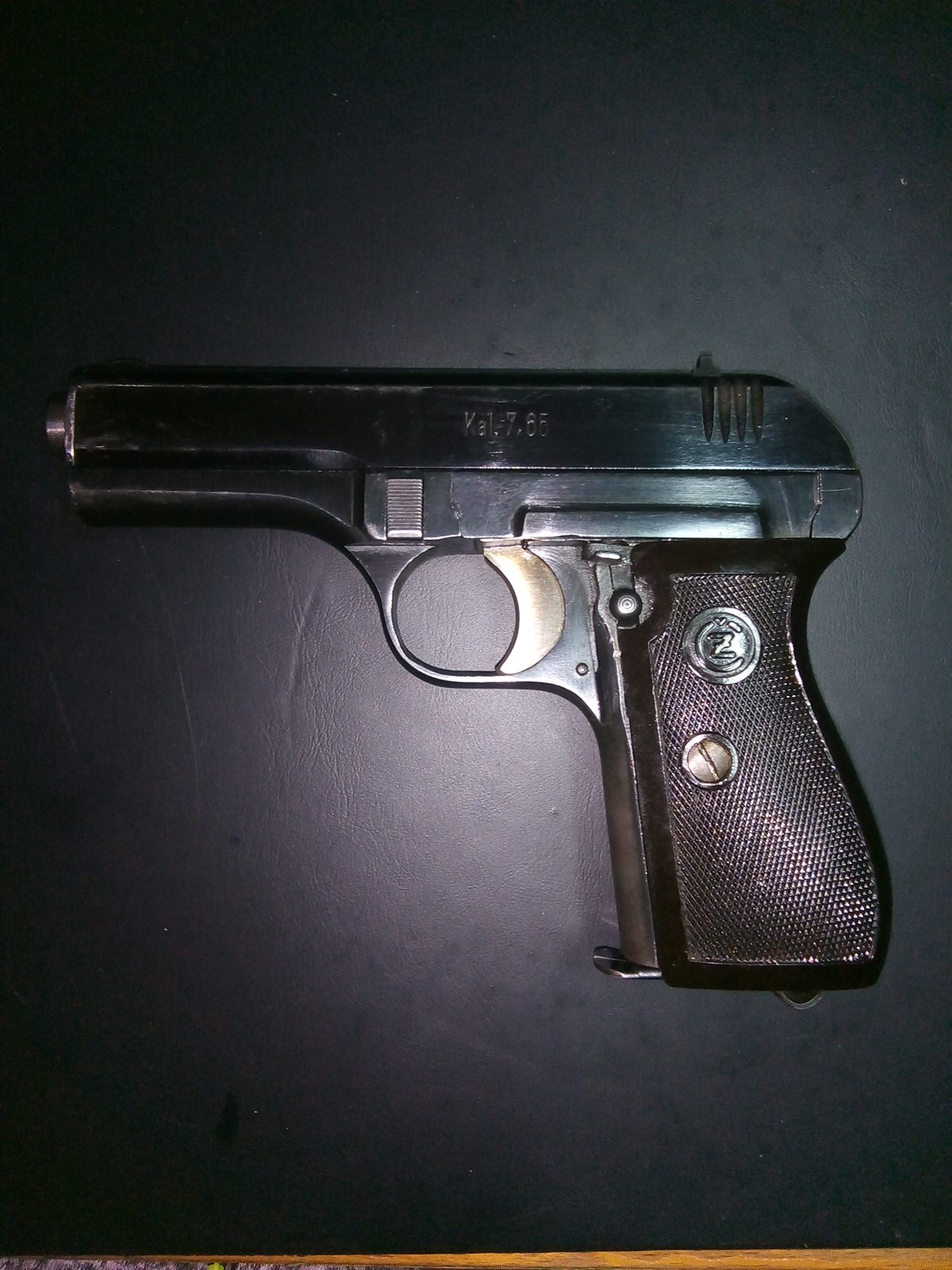
CZ vz.27
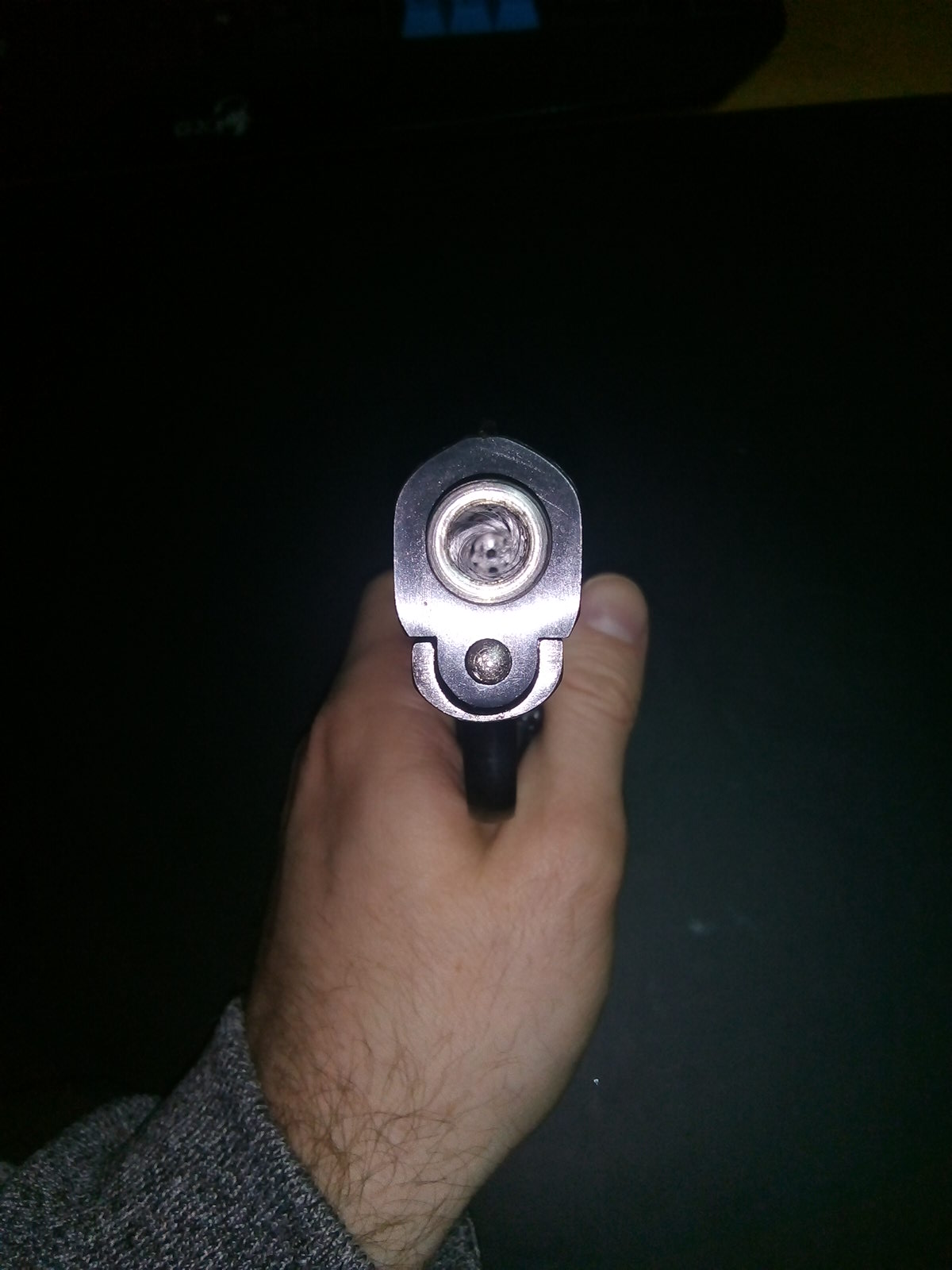
CZ vz.27
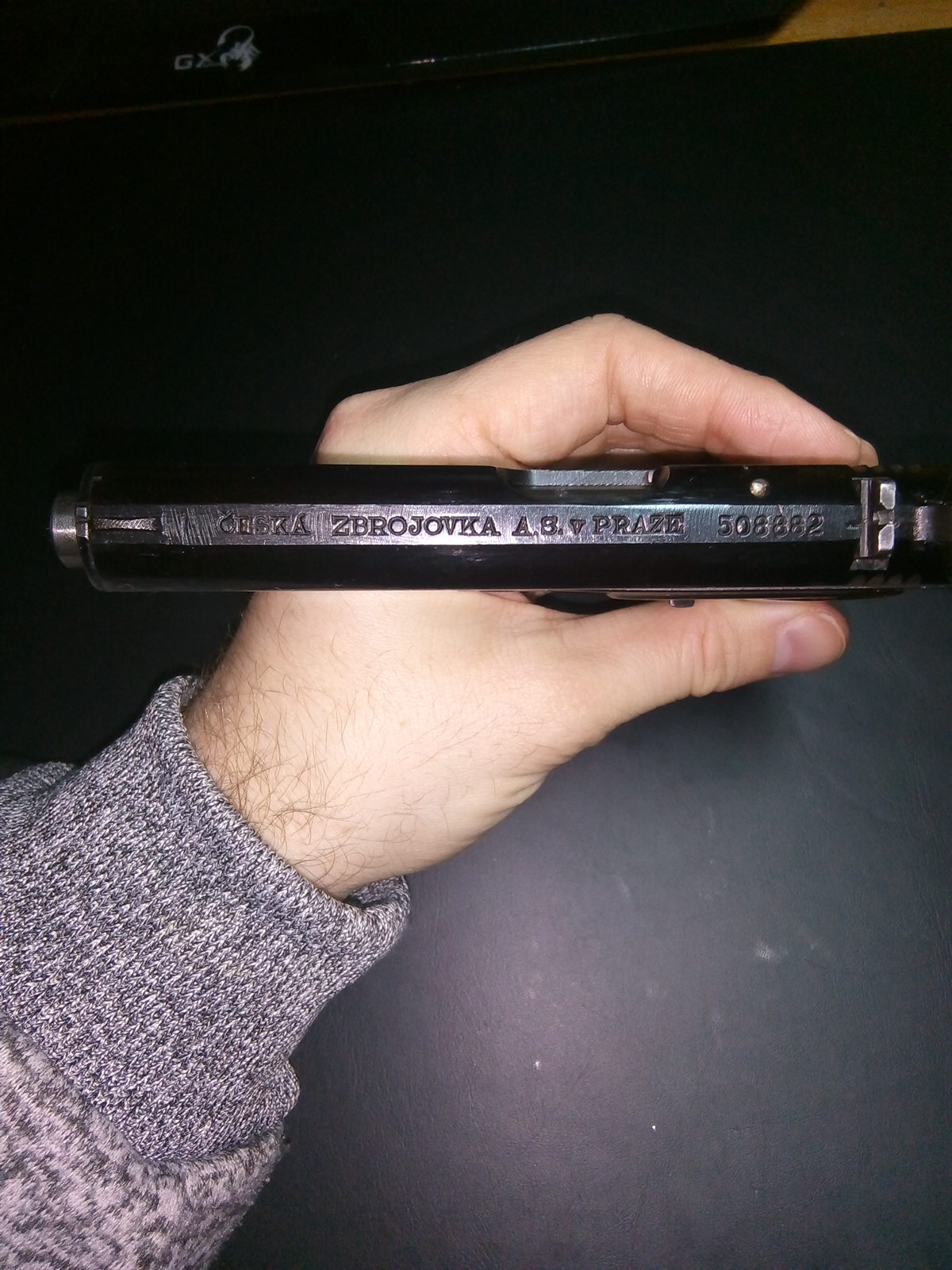
CZ vz.27
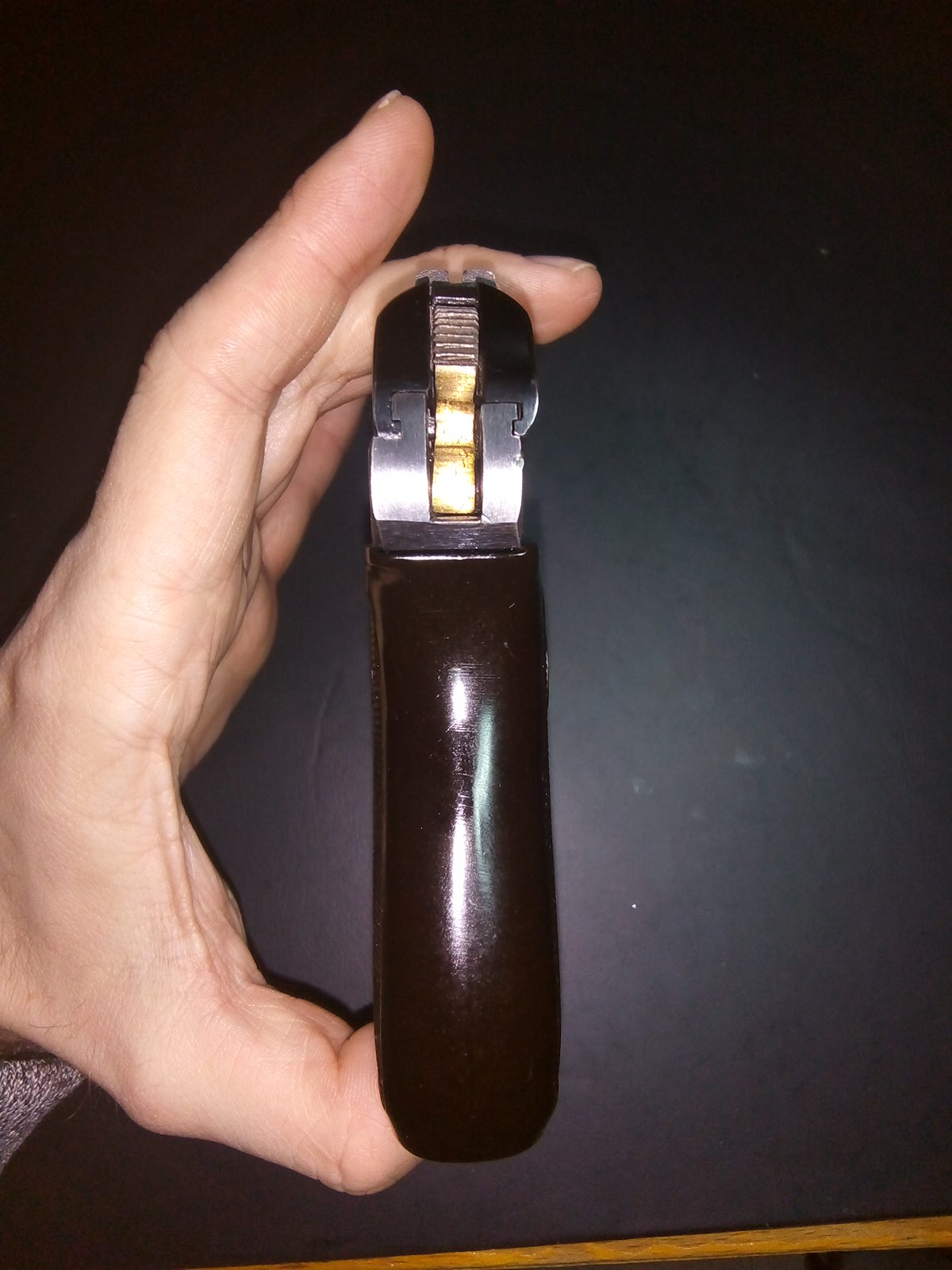
CZ vz.27
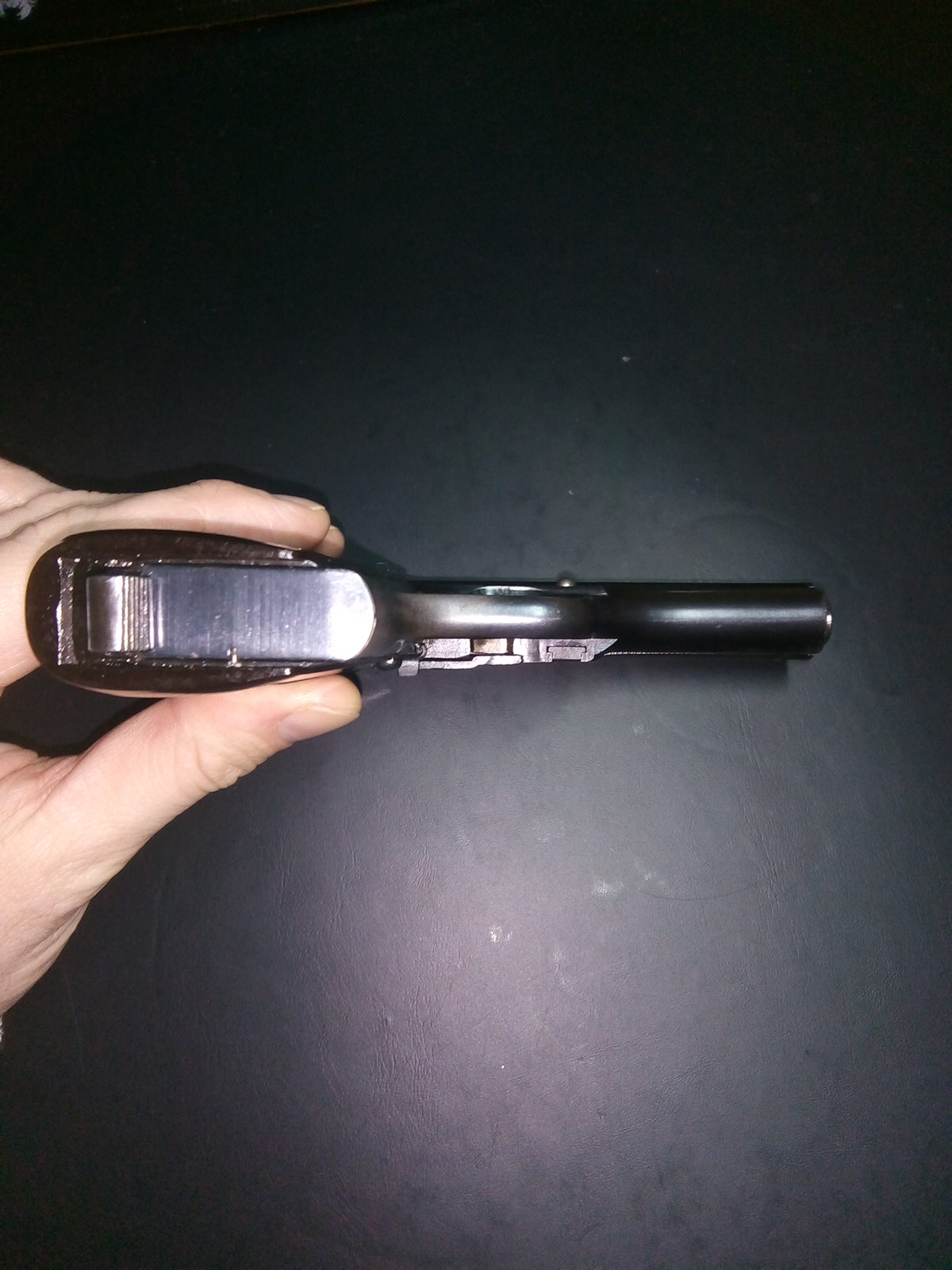
CZ vz.27

## Export / Uživatelé
V roce 1943 zakoupila pistole vz.27 bulharská policie. Po roce 1945 se snažila Česká zbrojovka navázat na předválečný exportní úspěch. V prosinci 1947 se podařilo prodat do Ekvádoru 1000 pistolí, v lednu 1948 dalších 120 kusů do Brazílie. V roce 1948 se pokoušela zbrojovka o export pistolí do Egypta, ale odeslané pistole se vrátily zpět do zbrojovky, teprve v roce 1949 se podařilo do Egypta vyexportovat 145 pistolí. Celkem se podařilo vyexportovat v roce 1949 pistoli do 28 zemí světa. V  roce 1948 se dále podařilo pistole prodat do USA a Mexika. Vláda nového státu Izrael koupila v  roce 1948 500 pistolí vz.27. Další velkým zahraničním odběratelem byla v roce 1950 Indie. V roce 1954 odebrala policie NDR 8000 kusů. Na konci 50. let se dostaly pistole přes Maroko do Alžíru a další odebrala pro své ozbrojené síly Guinea a později i sousední Guinea-Bissau. V roce 1960 nakoupila pistole další africká země - Mali a v roce 1966 Mosambik. Po roce 1965 byly další pistole odprodány do Iráku. Dále pistole obdrželi kubánští vojáci, kteří byli cvičení v Československu. 

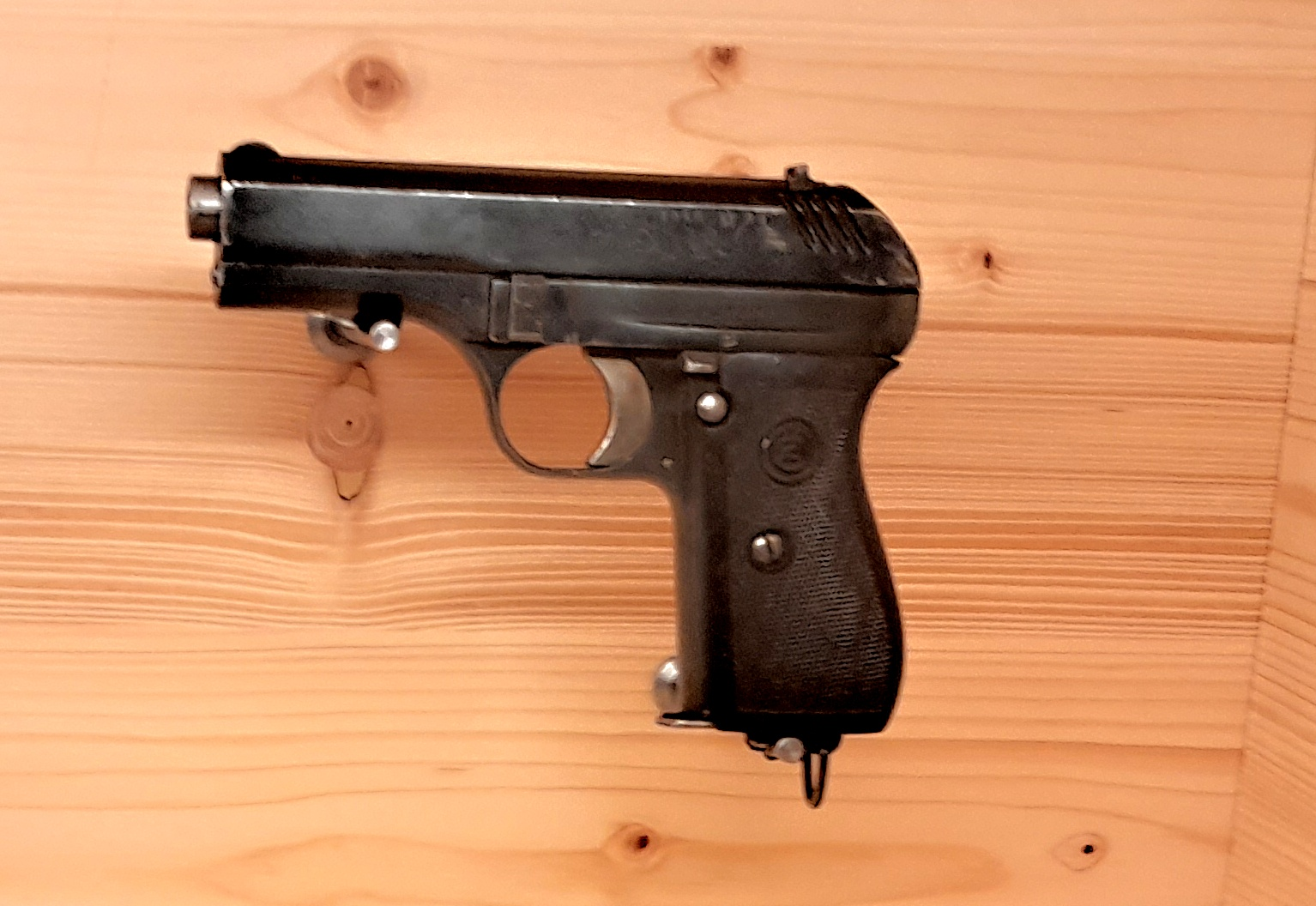
CZ27 předválečné produkce - hmatníky jsou šikmé. Bakelitové střenky se začaly používat při obnovení produkce v 30. letech

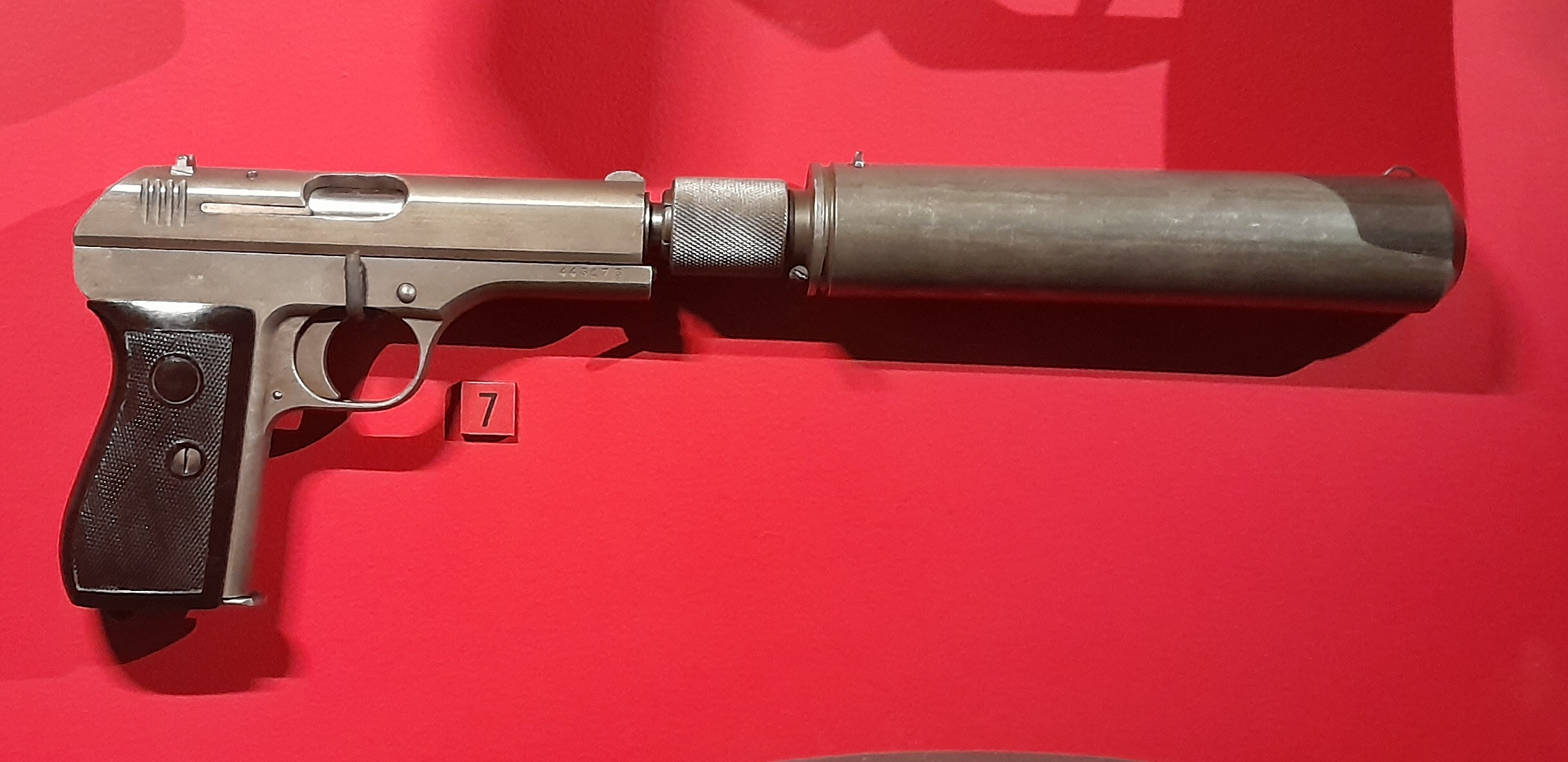
CZ27 s tlumičem z dob německé okupace (VHÚ PRAHA)